# Josep Mas i Pou
Josep Mas i Pou (Manlleu, Osona, 2 d'octubre de 1926 - Ripoll, Ripollès, 23 d'abril de 1995) va ser un pintor català. Va treballar l'oli principalment, l'aquarel·la i les diverses tècniques del dibuix.
Josep Mas i Pou va néixer en una família de cinc germans. Des de molt jove va sentir una vocació incondicional per l'art i es va traslladar a Olot, on ingressà a l'Escola de Belles Arts. Va estudiar sota la mà dels mestres de la pintura olotina: Iu Pascual, Solé Jorba, Pere Gusinyé, Miquel Carbonell i Ramón Barnadas, junt amb pintors com Jordi Farjas, Elias Garralda, i Àngel Codinach, dels que fou contemporani i amic. També va freqüentar el Reial Cercle Artístic de Barcelona, una institució del món artístic barcelonès.
Mas Pou va destacar per pintar magistralment paisatges, pobles abandonats, així com temes de camp i escenes de masies catalanes. Als primers anys com a pintor va realitzar també retrats, que posteriorment va deixar per internar-se totalment en el que més l'apassionava, el paisatge, tema que va dominar fins a la seva mort que va tenir lloc el 1995, als 68 anys. La seva obra està integrada dintre de la considerada escola paisatgística d'Olot, caracteritzada pel treball "in situ” a l'aire lliure, una concepció impressionista, amb el paisatge com tema principal, pinzellada solta i els contrastes de llum i ombres reflex de l'estació de l'any i el moment del dia.
Va exposar la seva obra regularment en diverses galeries de Barcelona, com l'Antiga Galeria Casa del Llibre i Galerías Augusta. També va exposar a Madrid, Palma, Olot, Vic, Sitges, Vilanova i la Geltrú, Ripoll, Manlleu, Camprodon, etc.. La seva obra es troba repartida a Espanya, França, Mèxic, Argentina, etc.
Figura en diverses publicacions d'art, destacant entre elles, les diferents edicions de l'Enciclopèdia Rafols d'artistes catalans, Galart, El Año Artístico Barcelonés i Pintors de Galeries Augusta. S'han publicat crítiques de la seva obra en La Vanguardia, Avui, El Periódico, entre d'altres.
Mas Pou va obtenir diversos premis en salons i concursos d'Art i fou finalista al Certamen Nacional d'art de Madrid.